# Humberto Tozzi
Pour les articles homonymes, voir Tozzi.
Humberto Barbosa Tozzi, appelé plus couramment Humberto, né le 4 février 1934 à São João de Meriti (Brésil) et mort le 17 avril 1980 à Rio de Janeiro (Brésil), était un joueur international de football brésilien (d'origine italienne), qui jouait en tant qu'attaquant.

## Palmarès

### Club
- Coupe d'Italie : 1

Lazio : 1958

### Individuel
- Meilleur buteur de la Coupe d'Italie : 1

1958 (11 buts)